# Rejštejn
Rejštejn (německy Reichenstein, tj. bohatý kámen) je město v okrese Klatovy v Plzeňském kraji. Žije v něm 240 obyvatel.

## Historie
První písemná zmínka o obci pochází z roku 1347. Původní osada Reichenstein byla založena při rýžovištích zlata na řece Otavě, později se zde začalo zlato těžit hornickým způsobem. Osada, která byla původně součástí Kašperských Hor, byla v roce 1584 povýšena na samostatné královské horní město. V průběhu 17. století došlo k útlumu těžby zlata a obyvatelé Rejštejna se postupně zaměřili na sklářskou výrobu. V roce 1836 byla v bývalé osadě Klášterský Mlýn založena sklárna Lötz, která patřila v letech 1878–1908 k nejvýznamnějším v celém Rakousko-Uhersku. Zdejší secesní sklo obdrželo četná ocenění. Provoz sklárny byl ukončen vysídlením většiny původních německých obyvatel po druhé světové válce v roce 1947.
V  říjnu 2007 byl Rejštejnu vrácen status města.

## Části obce
- Rejštejn (i název k. ú.)
- Bystrá, dříve Wunderbach[6], do 30. června 1960 část obce Vatětice[7], od 1. července 1960 část obce Rejštejn[8][9], osada zanikla[10]
- Jelenov (leží v k. ú. Svojše)
- Klášterský Mlýn (k. ú. Klášterský Mlýn I a Klášterský Mlýn II)
- Malý Kozí Hřbet (k. ú. Kozí Hřbet)
- Radešov (k. ú. Radešov u Rejštejna)
- Svojše (i název k. ú.)
- Velký Kozí Hřbet (k. ú. Kozí Hřbet)
- Velký Radkov (k. ú. Velký Radkov I a Velký Radkov II)
- Zhůří (k. ú. Zhůří u Rejštejna)

## Pamětihodnosti

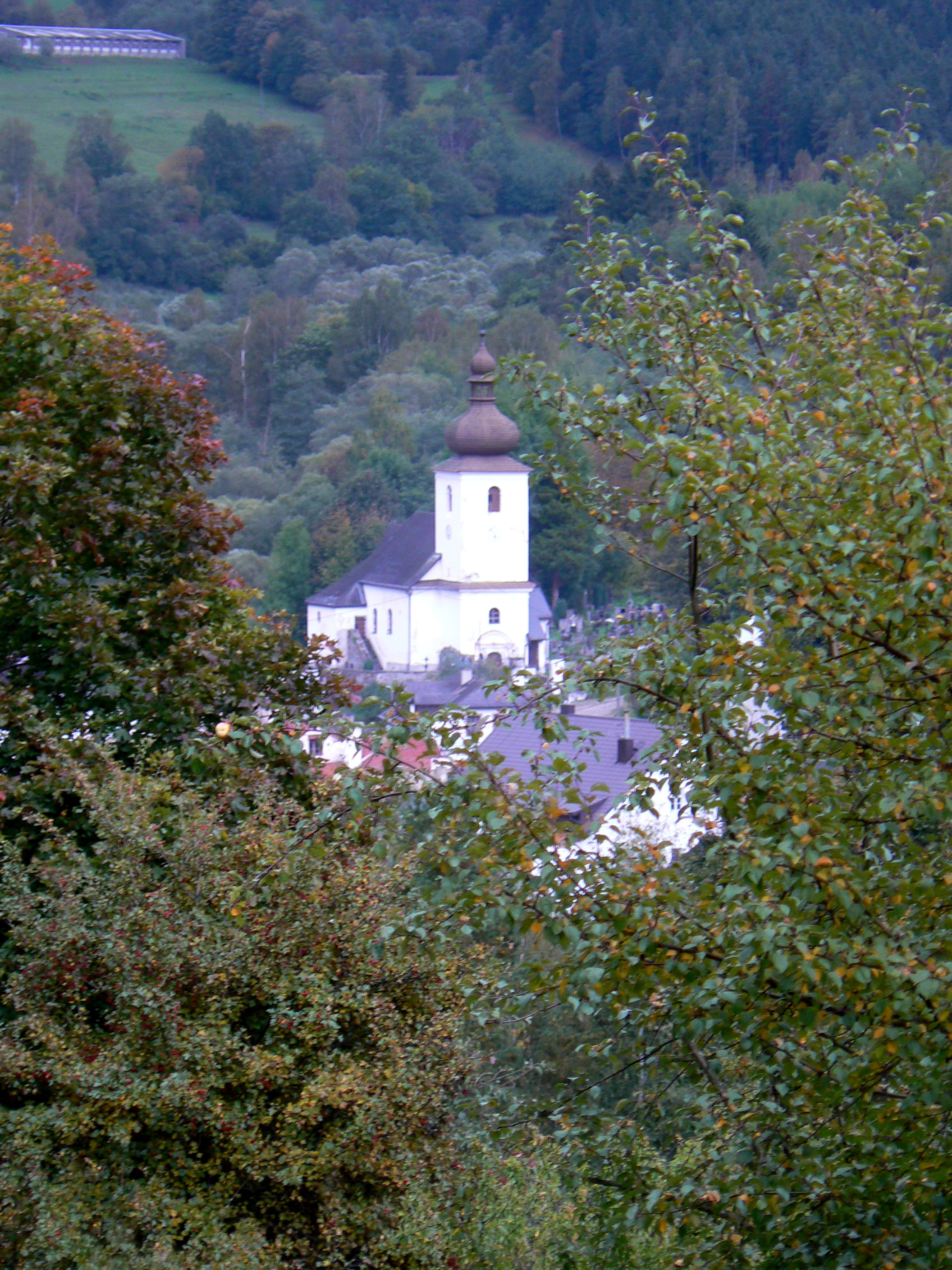
Kostel svatého Bartoloměje

- Kostel svatého Bartoloměje je pozdně gotický kostel z 16. století, v 18. století barokně přestavěný. V kostele se nachází zvon ze 14. století.
- Na náměstí je vystaven hranolový kámen s miskovitými prohlubněmi, který pochází ze středověké úpravny zlatonosného křemene.
- Památník jedenácti židovských obětí pochodu smrti z Helmbrechts do Volar
- Kamenná kašna z roku 1890
- Socha svatého Jana Nepomuckého

## Osobnosti
Na místním hřbitově je pochována matka Karla Klostermanna Charlotta a jeho bratr Jakub, který v Rejštejně býval farářem. 